# Торесен, Петтер (ориентировщик)
Петтер Торесен (норв. Petter Thoresen, 16 марта 1966) — норвежский ориентировщик, неоднократный победитель чемпионатов мира по спортивному ориентированию.
Петтер Торесен обладатель пяти золотых медалей чемпионатов мира по спортивному ориентированию бегом.
Первую золотую медаль Торесен завоевал на чемпионате мира 1989 года в Швеции,
а последний золотой успех он праздновал с эстафетной командой на чемпионате 1999 года.
Таким образом, на протяжении 10 лет Петтер Торесен входил в элиту спортивного ориентирования. Общее количество завоёванных медалей чемпионатов мира равно восьми, пять из которых золотых.
В 1994 году Торесен стал обладателем Кубка мира.
С 2004 по 2008 год Торесен тренер сборной команды Франции по спортивному ориентированию. Вице-президент норвежской федерации спортивного ориентирования (2002—2008).
С 2008 по 2013 год Петтер Торесен главный тренер сборной Норвегии. После окончания сезона 2013 года Торесен намерен уйти с должности главного тренера сборной.